# Laphria rufifemorata
Laphria rufifemorata là một loài ruồi trong họ Asilidae. Laphria rufifemorata được Macquart miêu tả năm 1846. Loài này phân bố ở miền Australasia.